# Gezicht op Brussel

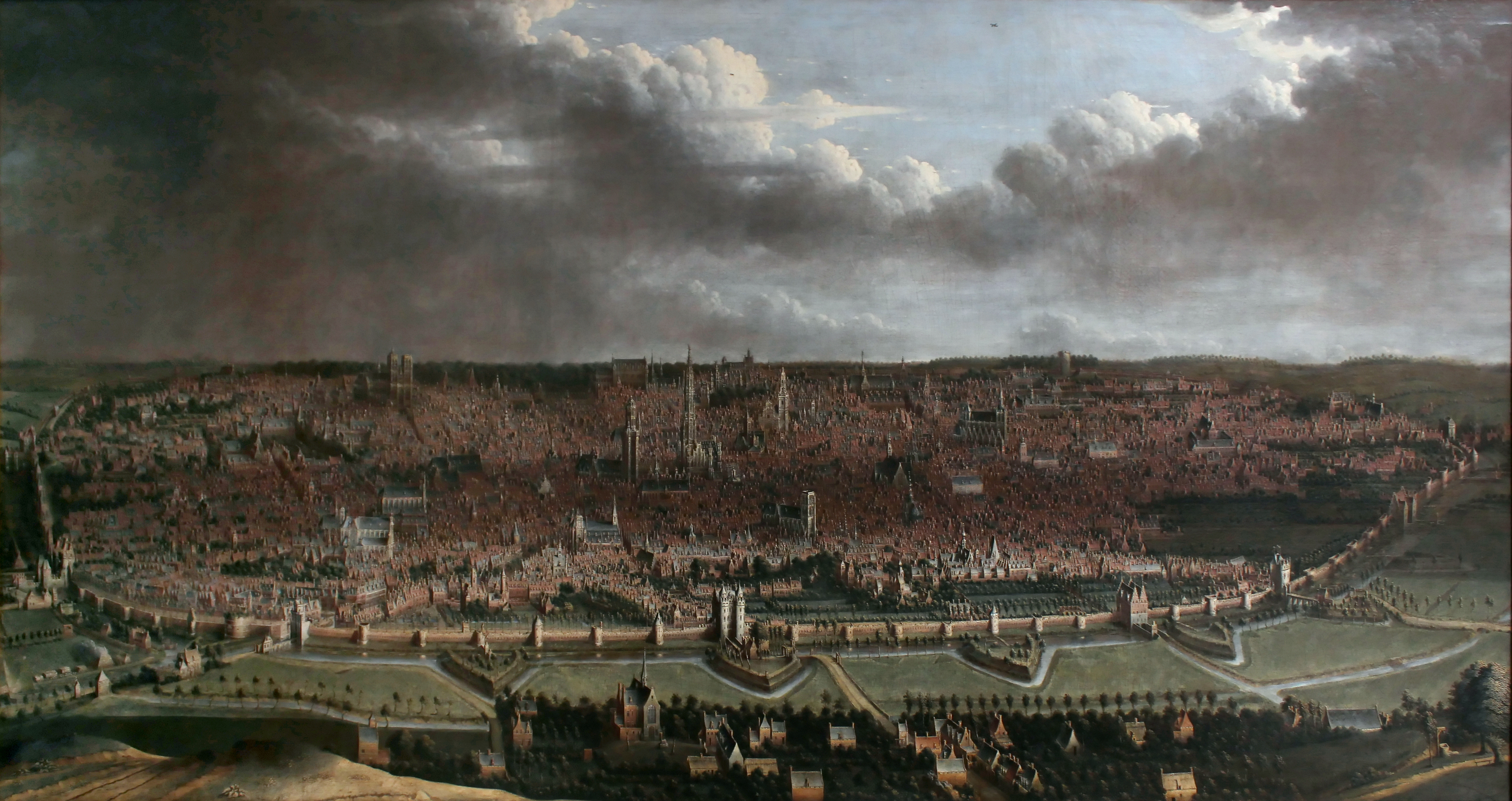
Gezicht op Brussel

Het Gezicht op Brussel (Frans: Vue de Bruxelles) is een bekend schilderij van Jan-Baptist Bonnecroy. Het schilderij beeldt een panorama van de stad Brussel uit in de 17e eeuw.

## Geschiedenis
Rond 1664-1665 werd het schilderij door Jan-Baptist Bonnecroy geschilderd.
Het schilderij was eigendom van de hertogen van Arenberg.
Rond 1960 werd het werk door Engelbert hertog van Arenberg verkocht aan een New Yorkse handelaar en verhuisde het naar de Verenigde Staten.
In 1990 werd het schilderij aangekocht door het Erfgoedfonds van de Koning Boudewijnstichting en kwam het werk terug naar België. Het schilderij werd in langdurig bruikleen gegeven aan de Koninklijke Musea voor Schone Kunsten van België in Brussel.

## Beschrijving
Het schilderij beeldt een stadsgezicht van de stad Brussel uit gezien in vogelperspectief vanuit noordwestelijke richting vanaf Sint-Jans-Molenbeek. Bonnecroy heeft de stad nooit vanuit dit perspectief kunnen bekijken, wat aangeeft dat hij vrijelijk werkte. In zijn werk concentreerde hij zich op de belangrijke gebouwen van de stad waarbij hij onder andere gebruikmaakte van plannen en plattegronden.
Herkenbaar op het schilderij is onder andere de tweede stadsomwalling rond de Vijfhoek. Daarnaast worden op het schilderij de volgende bouwwerken afgebeeld:
- Hof van de hertogen van Brabant
- Kapittelkerk van de H.H. Michiel en Goedele
- Stadhuis
- Koor Sint-Niklaaskerk
- Augustijnerkerk
- Sint-Jan Baptist ten Begijnhofkerk
- Sint-Katelijnekerk
- Verlorenkostpoort
- Lakensepoort
- Valpoort
- Sint-Jan-de-Doperkerk (Molenbeek)
- Wollendriestoren of Grosse Tour
- Onze-Lieve-Vrouw-ter-Zavelkerk
- Sint-Pietershospitaal
- Hallepoort of Sint-Gillispoort
- Jezuïetenkerk
- Onze-Lieve-Vrouw ter Kapelle
- Kerk op Sint-Goriksplein
- Anderlechtsepoort of Ter Cruyskene
- Kleine Spui
- Vlaamsepoort